# Watch the Throne Tour

Le Watch the Throne Tour était une tournée de concerts faites par les rappeurs américains Jay-Z et Kanye West et qui commença le 28 octobre 2011 à Atlanta et prit fin le 22 juin 2012 à Birmingham. Prévue à l'origine pour 23 concerts, la tournée fut prolongée à 34 concerts en Amérique du nord du fait de la forte demande de tickets. Ainsi, 29 concerts furent confirmés aux États-Unis et 5 au Canada. À la suite du succès de leur tournée nord-américaine, Jay-Z et Kanye West annoncèrent la partie européenne de leur tournée le 21 février 2012 qui comportait 23 concerts, pour un total de 57 concerts.
À la suite de la tournée Glow in the Dark Tour, cette tournée est la première de West en quatre ans, en excluant la tournée avortée, Fame Kills avec Lady Gaga. Elle fait suite à la première partie de Jay-Z pour la tournée de U2, U2 360° Tour, et sa tournée The Home & Home Tour avec Eminem.